# Маурицијус на Светском првенству у атлетици на отвореном 2015.
Маурицијус је учествовао на Светском првенству у атлетици на отвореном 2015. одржаном у Пекингу од 22. до 30. августа петнаести пут, односно учествовао је на свим првенствима до данас. Репрезентацију Маурицијуса представљао је један атлетичар који се такмичио у троскоку.,
На овом првенству представник Маурицијуса није освојио ниједну медаљу. Није било нових националних и других рекорда.

## Учесници
Мушкарци :
- Џонатан Драк — Троскок

## Резултати

### Мушкарци
| Атлетичар    | Дисциплина | Лични рекорд | Квалификације | Квалификације | Финале   | Финале       | Детаљи |
| Атлетичар    | Дисциплина | Лични рекорд | Резултат      | Место         | Резултат | Место        | Детаљи |
| ------------ | ---------- | ------------ | ------------- | ------------- | -------- | ------------ | ------ |
| Џонатан Драк | троскок    | 16,96        | 16,79 кв      | 5. у гр. А    | 16,64    | 11 / 27 (28) |        |